# 百度百科
百度百科是百度公司在线运营的一部半开放式中文网络百科全书，百度搜索引擎的配套产品之一，于2006年4月20日推出测试版，2008年4月21日推出正式版，由注册用户协作编辑。截至2024年3月15日，其詞條总量已超过2792万，是世界上词条数量最多的中文百科全书。
百度官方表示，百度百科在建立一部网络百科全书的同时，亦作为百度为网友提供的信息存储空间。百度百科在精神上主张「平等、协作、分享、自由」，技术上使百度百科与搜索引擎相结合，以在不同的层次上满足用户对信息的需求。在使用百度搜索引擎进行检索时，如果百度百科已收录与检索词对应的词条，其链接通常会排在搜索页较靠前的位置。
2021年3月，百度百科规定历史版本功能仅对百科等级为4级、通过率85%以上的“百科达人团”用户和百科等级为6级、通过率85%以上的专业用户开放，普通用户不再有权限查看词条的历史版本并使用历史版本对比功能，百度百科官方声称此举是为了“保障广大网友获取词条信息的准确性，避免受到各种历史版本中过期信息的干扰”。

## 发展
百度百科测试版上线于2006年4月20日，4月5日至20日为一段时间的内部测试，根据词条地址栏中的序号，最早建立的10个词条为百度百科、词条、编辑实验（沙盘页面，但已被删除）、馒头、兰花养植（因含错别字被删除，正确的詞條名称为「兰花养殖」）、雁荡山、灵峰、大龙湫、五大夫松和红色食品。2008年4月21日发布正式版。百度創始人李彦宏对英国《金融时报》表示，百度百科是参照维基百科而建成的。2016年4月28日，百度百科推出「秒懂百科」，秒懂百科主要以短视频的方式展现百科知识。
截至2024年12月，百度百科的词条总量超过2860万，参与编辑的用戶超过795万人。其词条增长基本经历了两个阶段，第一阶段是平缓增长阶段（2006年4月至2008年3月），第二阶段基本符合指数增长形式（2008年3月后）。

## 版面组成

### 首页

百度百科首頁頁面（2024年5月）

百度百科当前的首页上半部分主要展示筛选出的知识性内容，下半部分主要展示优秀用户及其贡献，其中知识性内容多与当日或近期受到关注的新闻事件相关联，并列有相关的热点信息。从首页可以进入自然、文化、地理等11个分类频道页和数字博物馆、城市百科等专题页。

### 词条页
百度百科的词条页分为5种形式，由名片、正文与辅助信息组成，多义词页面则分为主页面和义项页面，其中主页面只列举义项名称（其形式类似于维基百科的消歧义页面），义项页面则在普通页面的基础上增加了不同义项间跳转浏览的模块。词条使用的书写语言以中文简体为主，会被自动转换为中文简体。
百科名片上线于2009年11月，包含词条概述和基本信息栏两部分，前者类似文章的导语，对全文做概括性的介绍，字数限制为600字，后者则以表单的形式归纳出一些基本信息和数据，两者均采用与正文分开的单独模块编辑。最初等级在4级以上、编辑通过率在85%以上的用户方能编辑百科名片，2013年9月这一权限全面开放。
百度百科词条的正文长度要求控制在2万汉字字符以内（相当于4万字节），其中可设置两种级别的标题，系统自动为设置标题的词条生成目录。词条中最多可添加15张单张图片和20个图册（图册相当于图片集，每个图册可包含多张图片），另外也可以添加百度地图的动态截图和视频。被直接引用的信息来源均列于页面底部的参考资料中，其中不区分脚注，此外由于图片页不能说明图片的来源情况，其中亦包含部分图片来源。
辅助信息集中在词条页的右侧和底部，大部分为系统自动设置，少量可以开放编辑（如部分联系表）。其中页面右侧的辅助信息包括词条统计、词条贡献榜、百科消息和推广链接等，其中词条统计包含页面浏览和编辑次数、最近更新时间和创建者等信息；词条贡献榜突出显示对词条进行编辑后获得优质版本或特色词条的用户，并采用不同的勋章图标标记；百科消息用于向用户展示一些最近的活动；推广链接则用于设置广告。页面底部的辅助信息包括图册、联系表和标签等。
百度百科与维基百科所不同的是，百度百科并未严格界定百科全书、词典和文库的不同，其中亦广泛收录字、词、成语解释，如“降”、“缠绵”、“一心一意”，还有英语单词解释，如“watch （页面存档备份，存于）”，诗词、文学作品，如“《池上》”、“《紫藤萝瀑布》”，并包含相当数量的商业产品（如“欧莱雅欢颜高水润醒肤乳 Archive.today的存檔，存档日期2012-07-08”、“利福喷丁胶囊”，但现时因审核更严格，商业类词条的通过量已逐渐减少），包括各类新闻事件（如“甜筒男”、“内裤男”）和各类原始文献。

### 图片页
百度百科的图片页于2009年12月推出，页面一般左侧为图片，不过词条作者可以设置为图片在中间、右侧（尺寸较大时默认按缩略形式显示，浏览时可选择放大至实际尺寸），其左下角打有百度百科的水印，下方为说明，但无图片来源、作者、版权状态和外部数据源等信息。

### 专题页
- 数字博物馆：为百度百科与中国大陆各大博物馆合作推出的线上博物馆展示平台，主要利用先进技术立体展示各博物馆藏品[14]。
- 城市百科：为大中华地区的城市专题页面（其中中国大陆地区以地级市为基本单位），2012年11月最早的城市百科成都站上线，2014年1月改版后按行政区划系统展示，主要以词条集合的形式列举每一城市的景点、饮食、文化和人物等。用户可於頁面中提交相关條目，并經官方審查後收錄。目前不少頁面还处在建设阶段[15]。

## 词条组成与规范

### 收录内容和分类方式
与传统的百科全书相比，网络百科全书所收录的内容一般更为宽泛，与中文维基百科、頭條百科类似，百度百科亦将菜谱、影视作品、数码电子产品、网络程序和游戏等作为正式内容收录。百度百科当前已为商业类、人物类和医疗类词条建立了初步的关注度标准，但在此之前已收录的相关词条数量庞大、难以复核，因此这一标准主要在新词条审核中执行。除此之外百度百科也大量收录非知名游戏、影视角色等等在维基百科会被判定为关注度不足的詞條。
除正式内容外，百度百科中也包含一些特殊词条，并作爲正式內容計入到词条数量的统计中：
- 帮助：即百度百科中的常用术语，用于解释基本设置、规范和操作要领等，例如其用户头衔名称（实习小编、高级编辑等）。
- 用户页：被称为“百科权威认证ID”，被视为一种对百度百科或百度贴吧的高级用户进行“肯定和鼓励”的形式，只有极少部分用户有权建立[17][注 3]。
- 统计页：百度百科相关团队（明星团、高校组等）用于词条统计的页面[注 4]。

### 词条命名
与传统百科全书和其他网络百科全书类似，百度百科的词条名禁止出现错别字以及不规范的大小写（如 DnA）、不规范的符号或标点等，其中不能包含修饰性的词语或附属说明（如伟大的中国、广东省广州市、毛泽东主席等，专有名词例外，如作为纪录片名称的“伟大的卫国战争”，但这一规定在实际执行中仍会出现大量反例），亦不能使用非专有名词的句子和复合短语作为词条名。

### 多义词和同义词
百度百科最初将“不同内容，同一命名（即一个词条名下包含多个概念意义）”的事物均写进同一个页面，2010年11月出台了多义词功能，对此类词条（称为多义词）逐步进行拆分，拆分后的词条每个义项（即词条的每一个不同的概念）为单独的页面，可以选择性地浏览和编辑。但由于拆分后的义项不支持进一步分组，导致部分词条义项繁多、内容冗长、排列无序。目前仅官方人员和部分级别较高的用户拥有拆分多义词的权限，普通用户则可以在贴吧中对需要拆分的词条和不合理的拆分进行反馈，拆分后普通用户均可创建添加新的义项，但仅官方人员可调整义项排序和删除义项。
百度百科的词条名称不可修改，“同一内容，不同命名”的情况则采用“同义词跳转”的方式解决，类似维基百科的重定向。当词条A被确定为词条B的同义词时，A被称为来源词，B被称为标准词，访问词条A时将被自动跳转到词条B，词条A的内容则不能再访问和编辑。当前词条间、义项间以及词条与义项间均可设置同义词。同义词关系除官方人员设置外，亦可采纳百科蝌蚪团成员所提交的方案，其他普通用户则需要通过投诉反馈。另外，百度百科于2010年1月推出了搜索结果重定向跳转功能，会自动跳转到词条名所代表的大部分人所熟知的人物（或事物、事件）的标准名称，例如输入奥巴马跳转到贝拉克·奥巴马。除标准词外的该词条的各个来源词（已创建的）也会作为正式内容计入已收录词条中。
百度百科一般以中文名称作为标准词，通常使用官方名称、存在特定命名规范的标准名称（如生物、药物学名）或公众认知度较高的通用名称（如深圳市腾讯计算机系统有限公司→腾讯，后者为标准词，下同）作为标准词，并一般采用全称（针对景点、组织机构等，但也有例外，如省市级地名以简称为标准词，省市级以下行政单位地名则采用全称），对于外文人名、地名的处理一般以内地较公认的习惯译名为主，亦少量采用台湾或香港的译名。部分词条则出台有针对性的规范，如事件通常使用时间+地点+事件名命名（5·12大地震→5·12汶川地震），并要求规范使用其中的空格和标点符号。

### 模板和模板化
百度百科中的模板指针对不同主题的词条内容所列出的标准结构框架，具有推荐性质，供用户编辑时参考，这里的模板实际上是一种讨论和经验积累形成的写作规范，但对于模板的使用没有强制要求。自2011年11月起百度百科推出模板化策略，鼓励用户按照特定的目录格式编辑某一类别的词条。除此之外，百度百科亦针对部分可以格式化整理的内容推出小型模板（称为模块），如电视剧类词条中的“分集剧情”。

### 联系表
百度百科使用联系表建立词条与词条之间在定义性信息之外更深一层的关系，将单一词条组织串联为成体系的知识，类似于维基百科的模板。百度百科于2011年3月推出百科关系功能，可将某一词条作为中心词，以各种表格的形式广泛地归纳该词条与其他词条之间的关联信息。联系表则部分以百科关系为基础生成，部分由管理员设置，主要显示于词条页底部，在2012年11月又推出了显示于页面右侧的联系表（称为主题模块），其中部分联系表是从中文维基百科照搬而来。

## 百科系统
百度百科注册用户在浏览词条的同時也可以编辑词条，每个词条都有名为「历史版本」的页面记录着过去的每一笔编辑。然而，自2021年3月起，只有百科等级为4级、通过率85%以上的百科达人团用户以及百科等级为6级、通过率85%以上的专业用户方有权限查看歷史版本并使用历史版本对比功能。一些比较敏感或者是容易受到破坏的词条则会由管理员赋予不同程度的保护，藉此避免用户作出被认为不恰当的编辑。
百度百科采用先审核后发布的模式，用户可以通过个人中心得知所提交编辑的审核情况，亦可以跟踪词条的最新修改（类似于维基百科的监视列表）。在词条内容受到破坏时，除少数用户拥有覆盖权（将某个历史版本覆盖为当前版本，藉此撤销某一次或几次的修订）外，大部分情况下需要用户投诉并由管理员处理，经常遭受破坏的词条也可以申请锁定保护。

### 搜索与编辑
百度百科提供关键字搜索和标签搜索两种词条搜索方式，在搜索框中输入关键字后，点击“进入词条”可直接跳转至对应的词条页，如果出现搜索结果和欢迎创建的提示表明词条尚未收录。对于多义词则一部分跳转至主页面，一部分跳转至某一被认为知名度较高的义项页面（如武艺、浮云）。点击“搜索词条”则可以搜索内容中包含这一关键字的词条。标签搜索的使用与关键字搜索类似，用于词条的分类搜索。
无论是百度百科官方人员还是普通用户，在进行编辑操作时必须注册并登录。百度百科最初使用源代码编辑，在后续升级中转为所见即所得模式，其编辑器设有字体、标题、内部链接、参考资料、表格、公式、地图等辅助工具，编辑时在页面右侧会给出编辑提示。在为词条配图时既可使用本地上传，也可使用百度图片搜索网络图片并进行网络上传，编辑者可以选择图片排版方式，但图片大小为系统默认。在为词条添加和修改参考资料时需使用标注功能，参考资料的填写格式曾长期不做标准规定，至2012年5月方确立了较严格的规范。
百度百科中存在一部分以锁定的方式禁止用户编辑的词条，官方给出的解释为保证内容的公正、客观，避免可能存在的争议，一部分词条因容易遭受编辑战或恶意破坏而锁定（如高句丽、棒子），但除此之外大部分锁定的词条则涉及敏感政治（如民主、学潮），或与犯罪等影响社会稳定的因素相关（如枪支、炸药、雷管），另有一部分词条与百度公司自身相关（如百度、李彦宏），或经由与百度百科合作的各种专业机构编辑认证后作为权威内容锁定（如关系模型、数据库），多义词则会因某一义项的锁定而导致其它义项连带锁定（如王刚）。另外因医疗类词条常常涉及被医疗机构利用进行广告营销的争议，百度百科在2012年12月推出“彩虹计划”，将4万个常见的此类词条锁定，只有认证过的专家拥有编辑权。锁定阻碍了词条编辑的开放性和内容的及时更新，部分词条普通用户只能向管理员申请解锁后方能编辑，其他则只能提出建议，并等待管理员（或级别较高的用户）进行更新。
此外，百度百科自2009年4月起规定北京时间每晚23:00起至次日8:30止，除特殊紧急情况外，在此期间所提交的编辑停止更新，以避免影响用户正常的休息睡眠（后改为维护时间）。如果用户在特殊时段编辑，则可以选择使用草稿箱等功能保存编辑成果，留待其他时段再行提交。
2015年11月，百度推出一項名為百科有名的付費服務，目標客戶為企業家和書法家。用戶可以通過向百度付費獲得與自己有關的詞條的特權，如享有詞條編輯特權、阻止他人修改詞條、擁有特殊的詞條样式和詞條审核權。
2018年年中，百度百科推出了免费的“本人词条编辑服务”，允许经过私下身份验证、词条绑定的人物词条传主“获得上传纸质资料电子版的权限”，以此来为自己词条提供一些只有本人才能拥有的来源，如证书、执照等。

### 审核
百度百科普通用户所修改提交后的版本均須經過百度內部的审核才能公開顯示，起初的审核按照百度百科规定的各类规则进行，时间长短不一，从几秒到几小时不等，一般使用系统过滤
百度百科中用户所提交的内容未能通过的原因一般包含两类，一类是被认为名称不符合要求，内容不正确、不相关、不客观或出现违反规定（如广告、灌水或不良信息），或未达到百度百科所规定的质量门槛（例如图片辨识度不高或清晰度差），或删除了原有的被认为合理的内容，因此导致词条编辑后无变化或质量降低；另一类则是排版或编写格式不符合规范要求，导致可读性差或不美观。另外，用户所提交的内容即使不存在问题，也有可能会因系统误判，或管理员审核失误，而未能通过。自2021年4月後，百度百科的机器审核通过率被人为大幅调低，一些正常编辑经常遭到误判，需要通过客服人工审核来解决问题。然而，大多数人工客服对詞條了解有限，不仅需要耗费大量时间还极易引发和客服的口角导致账号被暗封，导致了一定争议。

### 管理和社区建设

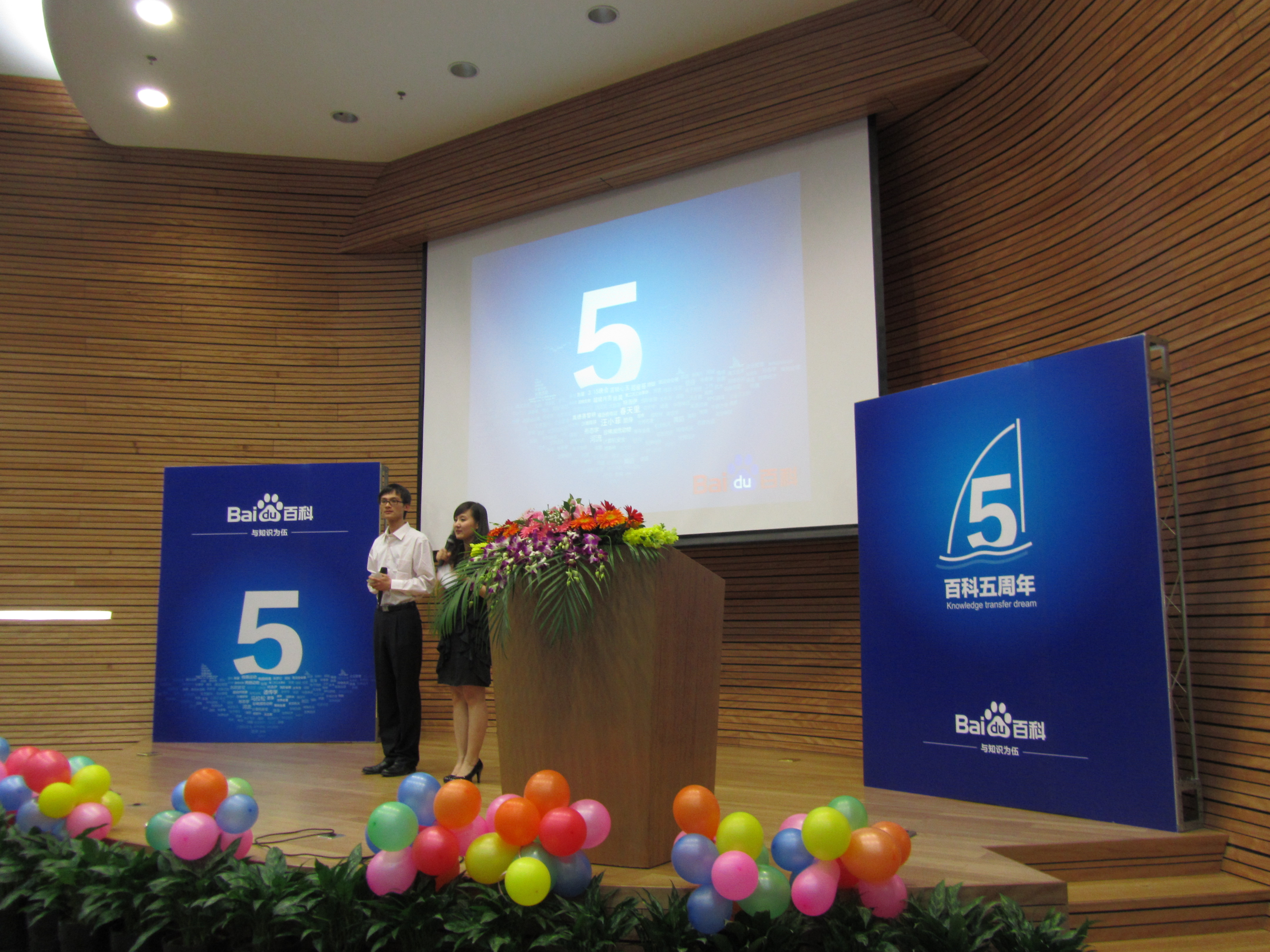
百度百科五周年用户聚会现场，2011年4月

为了便于用户投诉、建议和反馈，进行一定的社区建设，百度百科以贴吧的形式建立了一套管理系统，如百度百科吧、百科蝌蚪团吧等，百度百科投诉中心亦由贴吧的形式转变而来。此类贴吧多由官方人员和一些较活跃的资深用户共同管理，用户可以在此提出问题、意见、反饋、建议，或寻求编辑帮助（如因等级不够而无法编辑词条），或相互之间进行讨论和交流。
目前比较常用的管理平台为2009年8月启用的百度百科投诉中心，可受理用户的各类投诉、意见和建议，包含举报不良信息、未通过词条申诉、封禁查询与解封和反馈侵权信息四类，投诉采用用户与管理人员一对一的方式进行，用户不能搜索、查看或参与他人的投诉，在解决后会通过站内消息告知用户处理结果，并允许用户对此申请复议。除此之外目前较为活跃的贴吧有百度百科吧（主要用于收集意见和建议，也可受理投诉）、百科蝌蚪团吧、百科优质版本吧（仅用于优质版本的推荐、评审和受理相关投诉）和百科编修院吧等。
除贴吧外，百度百科官方与用户以及用户间的线上讨论和交流也常常使用百度的另一个产品百度Hi进行，用户亦可以通过参加百度百科所主办的各类活动获得线下聚会的机会，其中规模较大的为周年庆典时所举办的线下聚会，受到官方邀请的用户可以参加庆典并与相关员工进行面对面的交流，此活动自2010年起连续举办。

### 质量提升措施
百度百科早期质量提升的主要形式为百科任务（类似于中文维基百科的动员令），为管理员或百科蝌蚪团成员发起，所有用户均可参与的主题活动，每期持续约1至3周不等。期间用户可以编辑任务集合已有的词条，也可以围绕主题创建添加新的词条。部分任务通过与商家或社会机构、组织合作的形式举办。为了鼓励用户参与，每期任务中贡献最大的几位参与者会获得实物奖品。2010年后百科任务一度长期停办，2013年11月改版后重新推出，改由四级及以上用户发起，并由发起者规定任务目标和参与者的范围，百度百科督察院成员可参与审核，官方则根据任务的难易程度给予发起者和参与者奖励。
除百科任务外，主题任务为另一质量提升的主要形式，此类任务要求参与者完善词条中某一特定的组成部分，用户在领取并完成系统所分配的任务包后可获得活动积分，继而兑换虚拟徽章或实物奖品。但由于任务参与者的编辑水平参差不齐，且部分用户以积分、奖品为首要目的，因此也不可避免的导致众多词条质量不升反降。
百度百科以合作的方式邀请一些知名品牌、专业机构对少量词条进行编辑和认证（称为权威合作），或提供图片、视频或数据等形式的网络资源（称为资源合作）。此外百度百科建立了名为百科学术委员会的组织，经过认证的专业人士可以对极少量词条的内容进行判断，并对存在争议的部分提供专业意见，但存在一定程度的跨领域判断的现象。

### 模范树立措施
优质版本为百度百科长期以来树立词条质量模范的主要方式，包括针对词条内容的优质（分初中高三个级别）和针对词条图片的优质，评选主要基于词条编辑前后变化量的对比，并从内容、格式、知识性、规范性、可读性等方面考量，对某些问题则出台细节性的规则（如时效性措辞）。除初级优质（原高质量版本）可以通过编审系统少量预选外，一般需要用户通过自荐和参与人工评审获得，并通常需在官方评审人员的建议下反复修改和申请，获得此类版本的用户被称为“突出贡献者”，其用户名可在词条浏览页右侧永久性荣誉展示，除非词条被删除。但优质版本只是代表词条前后质量大幅提高，并不代表其内容正确、全面。一些编辑者利用规则，选择容易申请的某类词条（如诗词、图书、村庄）批量化的创建和申请，使得此类版本并不能均等地反映和衡量用户的工作量，另外由于规则变化时并不进行复审，不同时期的优质版本亦质量不一。
2013年4月，百度百科在优质版本的基础上推出特色词条（最初称为优秀词条），针对词条的整体质量作出评选并对申请用户进行荣誉展示。7月又推出特色词条维护者，对某一特色词条贡献足够多、具有良好的维护能力的用户可获得该词条单独的免审权和覆盖权。优质版本及优秀词条不一定是优质，因为这些词条要由用户自己推荐，意味着一些优秀的词条，因为没有推荐而不被定为优质版本。

## 用户相关

### 积分和等级
百度百科用户的创建和编辑操作在通过审核后均可获得相应的积分，编辑热点词条、获得优质版本或当选百科之星等可以额外获得奖励分。积分分为经验值与财富值，不同的经验值对应不同的用户等级和头衔，财富值则用于在百科商城消费（2011年11月上线），如兑换编辑特权、虚拟礼品和实物礼品等，也可以参与抽奖和竞拍。此外用户可以通过参与各种活动获得虚拟徽章，并可在个人中心作出展示。百度百科早期曾与百度知道共用一套积分和头衔，后续升级中积分被拆分，头衔亦相互独立。
以下为百度百科用户的等级体系：
| 等级     | 一级 | 二级 | 三级 | 四级 | 五级   | 六级     | 七级     | 八级     | 九级     | 十级     | 十一级   | 十二级     | 十三级       | 十四级   | 十五级   |
| -------- | ---- | ---- | ---- | ---- | ------ | -------- | -------- | -------- | -------- | -------- | -------- | ---------- | ------------ | -------- | -------- |
| 积分下限 | 0    | 101  | 501  | 1201 | 2501   | 5001     | 8001     | 12001    | 20001    | 30001    | 50001    | 80001      | 120001       | 200001   | 300001   |
| 百科头衔 | 儒生 | 秀才 | 举人 | 进士 | 庶吉士 | 翰林编修 | 内阁侍读 | 侍讲学士 | 掌院学士 | 太子少师 | 太子太师 | 东阁大学士 | 文渊阁大学士 | 天子帝师 | 百科大儒 |

### 用户状况
百度百科的大部分内容由百度用户编写，一部分用户以完善、梳理、订正词条信息和学习、分享知识为目的，为百度百科的主要贡献者。等级达到四级，通过率达到85%，复杂编辑达到50个的用户被称为核心用户，可获得特有的形象和徽章等。一些长期参与、表现突出和获得官方认可的用户可以加入不同的用户团队，并获得更多的编辑权限。另一部分用户的编辑则主要是为了其他目的，如赚取积分和奖品、广告宣传或破坏恶搞等。
除用户外，一些官方管理人员也参与百度百科编辑，其职责范围包括更新被锁定的词条、拆分多义词、添加联系表和视频等。官方人员批量使用AI对词条进行创建和编辑操作，如复制特定数据库的内容创建词条、添加内部链接、地图和模块或利用AI对词条进行优化等，不过这也导致大量词条内容遭到篡改，缺乏准确性与权威性，遭到了很多用户的反对与质疑。常用的机器人为“百科ROBOT”和“w_ou”，其他普通用户则没有运行机器人的权限。
此外，百度百科还有着多个官方或用户自发创建的团队，百度用户在某个特定团队网站中进行申请加入该团队，加入团队后用户可以在团队中完成任务、申请特色词条、进行同义词判定等。百度百科官方还指定了统一的编辑规则和要求等，不同类型的词条在不违反总规则的前提下还有着对应的编辑指南，用户加入特定团队并按分类指南要求编辑提交后，百科任务评审团成员评审通过后即可成为特色词条，若词条长时间未做应有的更新或质量下降未获维护，官方则会撤销该词条的特色词条标记。
2013年的一项研究表明，百度百科用户平均创建词条数量为2.2，其中2.37%的用户创建了占总量34.9%的词条，平均编辑次数则为1.89，其中4.82%的用户贡献了43.93%的内容，即少量的用户集中贡献了大量的内容，大量分散的用户贡献率较低，此外用户对于创建和编辑两种行为基本没有偏好性。另一项研究表明，百度百科用户的参与意向主要受到其有用性感知（百度百科的工具书属性对于用户工作、学习的帮助）、态度（用户喜欢使用百度百科的程度）和兴趣动机的直接显著影响。

### 用户团队

#### 百科蝌蚪团
百科蝌蚪团计划推出于2007年4月，为百度百科最早的用户团队计划，旨在招募部分愿意参与百度百科日常维护的优秀用户来协助管理百度百科，这些用户被称为“蝌蚪”。与普通用户相比，“蝌蚪”拥有直接提交同义词合并（相当于维基百科的重定向）的权限，并可进一步申请拆分多义词（相当于维基百科的消歧义）等更多的权限，以及与管理人员更直接的沟通渠道，并可通过持续的贡献获得专属的荣誉和奖励。但同时“蝌蚪”需每隔一段时间参加考核，连续半年无贡献的成员会被清退。
由于“蝌蚪”多为百度百科中较优秀和活跃的用户，百科蝌蚪团在百度百科起到了一定的表率作用，这一团队所主导的讨论和交流亦促进了百度百科系统与规则的完善，但“蝌蚪”的能力依然参差不齐，相当一部分“蝌蚪”对于版权并不比普通用户更在意。也有一些用户认为这一工作是负担，对百度百科的热情和坚持减淡，以至自行离团。

#### 其他团队
| 百科分类管理员         | 推出于2009年12月，其主旨与百科蝌蚪团类似，主要负责为各分类频道页推荐精彩内容，2014年4月被废除。 |
| 百科知识先锋           | 推出于2010年12月，为百度百科与重点高校之间合作开展的社会实践互动项目，通过在校园内组织和开展宣传和培训活动来吸引在校大学生参与百度百科的编辑和建设，并通过该活动，百度百科进一步在部分高校中建立了固定的校园团队（俱乐部）。 |
| 百科明星团             | 致力于优化娱乐人物类百科词条的编辑工作，通过与粉丝代表的沟通合作提升词条质量，下设编辑团、外交团、粉丝团、设计团等。 |
| 百科分类小组           | 推出于2014年，分为特色小组和普通小组。 特色小组有：百科花果山团队、百科诗文社、百科历史地理组、百科体育组、百科文学与艺术组、百科交通组、百科泛次元文化小组、百科流行文化小分队、百科教育与科学研究组、百科泛娱乐团队、百科ACGN小组、百科小太阳团队、百科化学组、百科科技组、百科设计组、百科军事·工建组、百科工程组等。 普通小组有：百科火焰组、百科生活组、百科科普小分队、百科巅峰组、百科科创组等。 |
| 百科编修院             | 原名百度百科质量委员会，推出于2012年11月，主要负责按照“百科化”的要求整理词条内容、提升词条质量，后与百科蝌蚪团合并。 |
| 百科督察院             | 推出于2013年4月，主要负责巡查词条质量，并辅助官方对新手用户进行指导与管理（称为导师计划），督察院成员拥有免审权、覆盖权和提删权等，后与百科蝌蚪团合并。 |
| 百科热词团队           | 推出于2013年9月，主要负责热点词条挖掘、更新、完善及添加热点新闻模块等。 |
| 百科校园专题团         | 推出于2015年1月，主要负责图解百科（V百科）长图制作与运营，擅長多媒體製作。 |
| 科星球编辑达人团       | 最早见于2018年12月，成员为科星球内测版上线后招募的首批能够处理社区编辑讨论中反馈的词条问题的志愿者。2019年3月，为规范编辑讨论处理流程，《科星球编辑讨论处理指南》发布，编辑达人团正式成立。 |
| 百度百科繁星团         | 推出于2019年8月，主要负责将词条关联在一起，挖掘、更新、创建相关主题词条。 |
| 百科科影团             | 成立于2022年12月19日，致力于原创图片内容创作，团队成员包含摄影、设计爱好者，会举办各种线上、线下摄影活动，为原创作者提供学习、分享和交流的社群平台。负责百度百科图片创作的核心用户团队，包括摄影、创意图片、漫画、图解、图集等作品创作。 |
| 百科分类拓展委员会     | 推出于2018年6月，是以具有专业编审能力的蝌蚪团成员组建的百科管理服务团队，目标是扩大高质量词条的分类覆盖面。 |
| 百科高质词条评选委员会 | 通过同行评议机制生产准确、全面、权威和易读的垂类标杆或精品词条 |
| 百科任务评审团         | 组建于2013年11月21日，由百度百科蝌蚪团核心成员所组成的团队，主要负责评审百科任务词条，发现、培养百科蝌蚪团有潜力的成员加入团队。百科任务评审团委员会负责统筹指导，百科监察委员会监察。 |

## 评价

### 正面观点
新华网观点认为“百度百科在网络中的影响力日益深远，并逐渐凸显出其作为互联网平台对公众知识的传播价值”。随着其内容的充实和完善，百度百科也逐渐被大陆媒体作为资料引述，并获得一定的认可。

### 负面观点
在版权争议之外，对百度百科的批评主要集中在学术性和中立性等方面，前者表现在其收录的词条普遍缺乏詳細清晰的来源参考，与列明来源这一学术准则相悖，也使得词条的准确性和可信性受到质疑。有鉴于此，百度百科推出添加参考来源的任务，导致词条增加了大量不可靠和陈旧的参考资料。而一些已经更新的，正确的内容，被认领任务的词条编辑者根据参考资料将其删除，换上旧的错误的内容。一些词条的内容自其他网站上直接拷贝而丝毫不加考证，亦包含一定的个人原创研究。此外百度百科還被批評廣告氾濫，喪失百科公共性。在中立性方面，百度百科对于其竞争对手维基百科，与中国政府态度一致。如2021年维基媒体基金会针对中文维基百科的行动，指控维基百科不配合中国的网络审查。对于许多有争议的内容做出过于绝对的评价（如色情相关内容，按照中国政府观点解释的内容如社会主义民主等）。同时，对于所有“专家贡献”的詞條，百度百科仅允许百科等级为4级及以上，通过率为85%以上的用户编辑，导致许多詞條都内容老旧（典型的如百度百科上许多鱼类分类相关的詞條，百度百科还在使用很早以前的分类标准）。
跟维基百科不一样，维基百科的编辑者是自愿贡献知识不求奖励有着维护知识正确性的热情，百度百科跟中国境内网络百科全书一样采取奖励形式，形成了众多编辑者为取得奖励而编辑词条，完全不考虑词条内容是否正确，而百度百科负责审核的工作人员，把审核当成是工作为的是向百度交差，也不在意词条的正确性。2011年一项有561名百度百科用户参与的網上投票表明，用户自身对于百度百科的主要批评包括“审核不足，失误内容泛滥”、“太多抄袭粘贴，太少原创”和“词条信息缺乏权威可信性”等。

## 与類似計畫的关系

### 与其他网络百科全书的比较
在与维基百科的比较方面，一些相关的研究观点包括：
- 定位：维基百科是一个公益产品，Wiki的理念和模式体现在整个社区的价值观，旨在为社区创造更多的价值；百度百科是一个商业产品，服务于百度公司的利益，作为百度搜索的补充产品，百度百科的理念和模式服务于百度公司的搜索引擎发展战略，即构建搜索社区化时代[67]。
- 管理方式：维基百科完全为自组织，所以更多的需要建立明确的、公开的站务管理规则（自我管理规则），而百度百科则是自组织与他组织的结合，但管理员和内容审核员均由百度公司员工担任，用户权限非常有限，所以缺乏对于规则的建设。[67]
- 运营方式：维基百科的收入主要来自于捐赠，百度的社区和搜索紧密相连，百度百科丰富了百度社区的内容，并通过积累用户个性化数据使得精确定位广告成为可能。[67]
- 激励机制：对于维基百科用户而言，参与公共事务、分享知识起到了主要的激励作用，百度百科则采用精神激励与物质激励相结合，虽然导致了刷分现象，但适应中国大陆国情，使得词条数量可以实现爆炸式增长。[67]
- 词条增长：百度百科创立时间比互動百科晚10个月，比維基百科晚3年半，在百度百科创立时中文維基百科已存在且有65,000个条目[68]。由于百度百科允许复制粘贴其他网站上的内容，在初创时期百度百科的词条数量平均增长率明显高于维基百科，按照产品生命周期理论解释，百度百科跳过了Wiki产品的导入期，直接进入高速成长期。[67]
- 词条内容：从内容分布而言，百度百科侧重于与人们日常生活紧密相关的词条，中文维基百科则侧重于自然科学。从叙述方式而言，百度百科更为详细，围绕词条主题尽可能将其所有相关信息罗列，中文维基百科则多涉及其基本信息，其他信息则通过参考文献、参见、外部链接等方式体现。维基百科不会收录一些百科性质不强的内容，而百度百科则来者不拒，可以当做词典和文库。更像一个信息大全。[69]，由于百度百科的编者大多数来自中国大陆，因此百度百科比起维基百科来说中国大陆地域中心色彩更加浓烈。[注 17]
- 编辑功能：百度百科试图创造直观、简便、易操作和宽松的用户环境，以简单取胜，降低用户入门难度，但丧失了一部分专业、有责任心的用户。[67]和维基百科相比，百度百科的编辑需要等待一定的审核时间，这在修改笔误等小修改方面造成了一定的不方便。
- 审核机制：维基百科更侧重版权保护与原创性，百度百科则更侧重政治敏感性，导致内容的中立性和质量的全面性有所欠缺。[67]
- 用户：中文维基百科的编者大部分来自中国大陆 、台湾、香港、澳门以及东南亚和欧美。而百度百科的编者大多数来自中国大陆。

以下为比较表：
| 項目                                  | 維基百科 （所有语言版本）              | 中文維基百科                           | 百度百科                                                                                                   | 360百科（原好搜百科）                              | 抖音百科                                   | 搜狗百科                                   |
| ------------------------------------- | -------------------------------------- | -------------------------------------- | --- | -------------------------------------------------- | ------------------------------------------ | ------------------------------------------ |
| 是否牟利                              | 非牟利                                 | 非牟利                                 | 牟利 | 牟利                                               | 牟利                                       | 牟利                                       |
| 条目数 （更新日期及时间，世界标准时） | 321,929,468 （2024年3月22日）          | 1,495,439 （2025年8月20日）            | 27,946,354 （2024年3月22日）                                                                               | 14,788,598次 （2015年5月19日）                     | 12,480,913 （2015年5月19日）               | 未对外公布                                 |
| 创立日期                              | 2001年1月15日                          | 2002年10月24日                         | 2006年4月20日                                                                                              | 2013年1月5日                                       | 2005年6月19日                              | 2009年3月30日                              |
| 语言                                  | 多种语言                               | 中文繁、简体；地区词转换               | 中文简体（繁简强制转换，但繁体字、滿文、傳統蒙古文及一些日文汉字不能正常显示，后来取消）                   | 中文简体（但繁体字及日文汉字可以正常显示）         | 中文简体（但繁体字及日文汉字可以正常显示） | 中文简体（但繁体字及日文汉字可以正常显示） |
| 所在地                                | 美國                                   | 美國                                   | 中國 | 中國                                               | 中國                                       | 中國                                       |
| 可否在中國大陸使用                    | 不可以                                 | 不可以                                 | 可以 | 可以                                               | 可以                                       | 可以                                       |
| 持有者                                | 維基媒體基金會                         | 維基媒體基金會                         | 百度公司                                                                                                   | 奇虎360公司                                        | 互動在線                                   | 搜狗公司                                   |
| 審查條目 / 詞條                       | 不審查（但有破坏再回退）               | 不審查（但有破坏再回退）               | 先審查後發佈（部分特权用户免审且可通过申请特色词条阻止其他用户进行编辑，对于一般破坏行为无保障和惩罚机制） | 先審查後發佈（部分用户免审）                       | 先審查後發佈（部分用户免审）               | 先審查後發佈                               |
| 使用之系統                            | MediaWiki                              | MediaWiki                              | 未知 | 未知                                               | HDwiki                                     | 未知                                       |
| 积分制度                              | 无                                     | 无                                     | 有 | 有                                                 | 有                                         | 有                                         |
| 奖励制度                              | 荣誉奖励                               | 荣誉奖励                               | 荣誉和物质奖励                                                                                             | 荣誉和物质奖励                                     | 荣誉和物质奖励                             | 荣誉和物质奖励                             |
| 权限（是否需要注册需有的权限？）      |                                        |                                        | |                                                    |                                            |                                            |
| 编辑                                  | 任何未封禁IP皆可编辑，注册用户权限较大 | 任何未封禁IP皆可编辑，注册用户权限较大 | 注册用户，同时存在大量词条不对一般注册用户开放编辑权限                                                     | 注册用户                                           | 注册用户                                   | 注册用户                                   |
| 重命名条目 / 词条                     | 自动确认用户                           | 自动确认用户                           | 不可，只能通過將錯誤詞條合併到新建正確詞條來解決。                                                         | 不可，只能通過將錯誤詞條合併到新建正確詞條來解決。 | 不可                                       | 不可                                       |

### 与其他网络百科全书的纠纷

#### 互动百科
百度百科与互动百科的用户长期存在相互抄袭现象，互动百科曾在2010年10月提起民事诉讼，状告百度百科侵犯其著作财产权，案件数次调解未果。2011年2月，互动百科再次以百度搜索对其词条进行屏蔽为由，向工商部门提起反垄断调查申请，请求处以7.9亿元人民币的罚款。

## 参看
- 網路百科全書
- 在线百科全书列表
- 百度百科對維基百科的侵權